# Norman Eastman
Norman Eastman, né en 1931 à Saint-Stephen au Canada et décédé en 2007, est un peintre et illustrateur canadien
,
,
.